# Manu (football)
Pour les articles homonymes, voir Manu.
Manuel « Manu » del Moral Fernández, plus communément appelé Manu, est un footballeur international espagnol né le 25 février 1984 à Jaén en Andalousie, qui évolue au poste d'attaquant avant de devenir entraîneur.

## Biographie
Formé au Real Jaén, Manu signe professionnel à l'Atlético de Madrid en 2002. Il fait ses débuts professionnels lors d'un prêt de deux saisons au Recreativo de Huelva.
Après son retour à Madrid en 2005, il ne reste qu'une saison car n'arrivant pas à s'imposer, il s'engage en 2006 avec le club voisin du Getafe CF.
Après cinq saisons avec le club de la banlieue de Madrid, del Moral s'engage le 23 mai 2011 avec le Séville FC pour une durée de cinq ans. 
Le 1er juillet 2016, il signe un contrat de deux ans avec le club du CD Numancia.

## Palmarès
- Finaliste de la Coupe d'Espagne : 2007, 2008 avec le Getafe CF
- Vainqueur des Jeux méditerranéens en 2005 avec l'Espagne -23 ans
- Finaliste de la Coupe du monde de moins de 20 ans en 2003 avec l'Espagne -20 ans